# 城西区
城西区是中华人民共和国青海省西宁市西部的一个市辖区。面积52.98平方公里，总人口约33万人，以汉族为主。区人民政府驻西关大街街道五四大街。

## 行政区划
城西区下辖7个街道办事处、1个镇：
西关大街街道、古城台街道、虎台街道、胜利路街道、兴海路街道、文汇路街道、通海路街道和彭家寨镇。
城西区以文教为特色，拥有青海师范大学，青海省博物馆，科技中心，小岛培训基地和数个研究单位。

## 人口
根据第七次人口普查数据，截至2020年11月1日零时，城西区常住人口为326866人。